# 12575 Palmaria
12575 Palmaria eller 1999 RH1 är en asteroid i huvudbältet som upptäcktes den 4 september 1999 av de båda italienska astronomerna Luigi Sannino och Paolo Pietrapiana vid Monte Viseggi-observatoriet. Den är uppkallad efter den italienska ön Palmaria.